# Lou Bogaert
Lou Bogaert, née le 25 juin 2004 à Villeneuve-d'Ascq, est une footballeuse française. Elle évolue actuellement au poste de défenseure au Paris FC.

## Biographie

### Carrière en club
Lou Bogaert commence le football à l'US Lesquin, puis joue à Wasquehal. En 2017, elle rejoint le LOSC, où elle joue ses premiers matches professionnels en 2021. En 2021-2022, elle est sélectionnée en équipe de France des moins de 19 ans et perce dans l'effectif lillois, alors en deuxième division. Elle inscrit son premier but le 13 mars 2022 face au FC Nantes.
À l'été 2022, elle est recrutée par le Paris FC et participe à la coupe du monde des moins de 20 ans.
En 2023, elle parvient à se qualifier pour la phase de groupes de Ligue des champions avec le PFC, en éliminant successivement Arsenal et Wolfsburg en qualifications.

### Carrière en équipe nationale
Le 5 juin 2025, elle figure dans la liste des 23 joueuses retenues par Laurent Bonadei pour disputer le Championnat d'Europe en Suisse.

## Palmarès
Paris FC
- Coupe de France (1) :
  - Vainqueur en 2025.